# Scuola sommergibili della Marina Militare
La Scuola sommergibili della Marina Militare di Taranto è un istituto di formazione per l'addestramento della componente subacquea della Marina Militare Italiana.

## Storia
La scuola venne istituita nel settembre 1940 a Pola, nei primi mesi dopo l'entrata in guerra dell'Italia nella seconda guerra mondiale, per soddisfare le esigenze formative della componente subacquea della Regia Marina. La scelta della sede nella città istriana avvenne per la sua lontananza dal teatro centrale della guerra in mare. Alla Scuola venne assegnato un complesso rilevato dalla Regia Aeronautica Militare ed opportunamente adattato, in grado di ospitare centinaia di persone fra addetti ed allievi e costituito da diversi edifici dove trovavano spazio alloggi, servizi, sistemazioni didattiche, ed officine. Al comando della scuola venne destinato il capitano di corvetta Folco Buonamici. Alla Scuola vennero assegnati otto sommergibili, che costituirono il GRUPSOM 12, e un paio di navi appoggio/bersaglio.
Nel febbraio del 1942 la Scuola venne riorganizzata in una Sezione didattica a Pola e una Sezione tattica nella città di Fiume, dove venivano svolte le attività di lancio data la presenza di un silurificio nella città quarnerina. Nei primi tre anni di vita nella Scuola i corsi vennero frequentati da circa 700 ufficiali e oltre 5000 militari di tutti i gradi.
Dopo l'armistizio di Cassibile e del proclama Badoglio dell'8 settembre 1943, la Scuola venne spostata in un primo momento a Brindisi e successivamente a Taranto dove venne ricostituito il Comando Sommergibili, riprendendo le attività nel dicembre 1943. Con l'entrata in vigore il 15 settembre 1947, del trattato di pace che imponeva il divieto di possedere sommergibili, la Scuola e il Comando Sommergibili cessarono temporaneamente di esistere e al Comando Sommergibili subentrò MARISTRALSOM che ottemperò al compito di provvedere all'affondamento o alla consegna ad altre marine dei battelli sopravvissuti al conflitto.
Tuttavia, anche se ufficialmente soppressa, la Scuola Sommergibili, in realtà, proseguì l'attività addestrativa avvalendosi dei sommergibili Giada e Vortice, due battelli che in base alle clausole del trattato di pace erano stati destinati alla Francia in conto riparazione dei danni di guerra, ma che non vennero ritirati dai francesi ordinando però la demolizione delle due unità. Il 1º febbraio 1948 i due battelli vennero radiati unitamente al resto della flotta subacquea italiana. Contrassegnati V. 1 il "Vortice" e V. 2 il "Giada" i due battelli furono ufficialmente trasformati in pontone di carica batterie. In realtà il nuovo uso era solo un espediente per evitare la demolizione, infatti i due battelli vennero segretamente impiegati per l'addestramento dei sommergibilisti e per le esercitazioni delle unità antisommergibile: i due battelli, nella massima segretezza, uscivano in mare durante le ore notturne con opportuni camuffamenti, come sovrastrutture posticce che venivano furtivamente sbarcate dopo l'uscita dal canale navigabile di Taranto ed effettuavano immersioni, emersioni e brevi crociere che consentirono di formare i primi nuclei di sommergibilisti della Marina Militare.
Nel dicembre 1951, venute meno le clausole più restrittive del trattato di pace, che vietavano all'Italia il possesso di sommergibili e in conseguenza dell'ingresso dell'Italia nella NATO, nell'ambito di un programma di potenziamento navale avviato nel 1950 venne anche avviata la ricostituzione della componente subacquea, con il recupero e la messa in servizio di questi due sommergibili risalenti al periodo bellico, con la loro funzione ormai soltanto addestrativa, che poterono riprendere i loro nomi e diedero inizio alla rinascita della componente subacquea Italiana. Furono proprio i sommergibilisti che si erano formati semiclandestinamente sul Giada e sul Vortice a prendere in consegna i sommergibili Enrico Tazzoli (ex USS Barb) e Leonardo Da Vinci (ex USS Barb), primi due battelli di una serie ceduta dalla US Navy alla Marina Militare nell'ambito del programma di assistenza militare e che, per qualche decennio ne costituirono la forza subacquea.
Nel settembre 1952 venne ricostruito il Comando Sommergibili e nel 1953 anche la Scuola Sommergibili riprese ufficialmente la propria attività, sia pure in forma e con mezzi molto modesti, con l'attività che veniva svolta in un paio di stanze della Caserma Farinati di Taranto e condotta da ex ufficiali e sottufficiali del Giada e del Vortice.

## Attività
La Scuola è alle dipendenze del Reparto Supporto formazione/addestramento del COMFLOTSOM, il Comando flottiglia sommergibili ed è retta da un Capitano di Vascello, fornendo supporto formativo anche ad allievi di marine straniere.
La selezione dei personale destinato alla componente "subacquea" avviene di norma al termine della formazione di base presso l'Accademia Navale o la Scuola Sottufficiali della Marina Militare, ma resta comunque possibile fare domanda per entrare nei sommergibilisti anche nel corso della carriera. Gli aspiranti sommergibilisti vengono sottoposti a una prima selezione ed i prescelti vengono indirizzati presso la Scuola Sommergibili di Taranto, dove, dopo ulteriori visite mediche di idoneità specialistica, vengono ammessi a frequentare il tirocinio di base la cui durata è di cinque settimane ed è frequentato da tutti gli aspiranti, indipendentemente dal corpo, dal grado e dalla categoria di appartenenza. Al tirocinio di base segue un breve periodo di tirocinio a bordo per approfondire e mettere in pratica le nozioni acquisite a terra. Alla fine dei due periodi di tirocinio, a terra e a bordo, e dopo il superamento di un esame finale avviene l'ingresso definitivo nella componente "sommergibili", ma la formazione dei sommergibilisti prosegue presso la Scuola Sommergibili di Taranto con l'approfondimento della loro preparazione professionale.
La Scuola Sommergibili è dotata dei più avanzati strumenti didattico-addestrativi, tra cui gli Allenatori d'immersione e di propulsione, lo Steering Stand Simulator, il Submarine Command Team Trainer, l'allenatore al traffico di siluri, il simulatore di falla e fumo, il simulatore di garitta di fuoriuscita e il simulatore Rush Escape.

### Allenatori di immersione
Gli allenatori di immersione riproducono fedelmente le camere manovre dei sommergibili classe "Sauro" e classe "Todaro", consentendo di simulare perfettamente le condizioni di vita a bordo e l'uso delle strumentazioni. Gli allievi, grazie a questo apparecchio, imparano a governare il battello anche in situazioni di emergenza, quali ad esempio il mancato funzionamento degli impianti di bordo. I sistemi sono dotati di un simulatore di propulsione per l'addestramento dei sommergibilisti destinati alla conduzione dell'apparato motore delle unità.

### Steering Stand Simulator
Lo Steering Stand Simulator presenta potenzialità simili alle apparecchiature dell'allenatore di immersione e viene usato per l'addestramento del personale destinato sui nuovi sottomarini della classe Todaro.

### Submarine Command Team Trainer
Il Submarine Command Team trainer viene usato per l'addestramento su specifici sistemi come il sonar, il sistema di comando e controllo e il sistema di controllo siluri e per l'addestramento a specifiche condizioni operative preimpostate dagli istruttori. L'esito delle singole attività viene poi commentato in appositi locali opportunamente attrezzati con speciali apparecchiature che consentono di valutare gli aspetti positivi e negativi della condotta tenuta.

### Allenatore traffico siluri
L'allenatore al traffico siluri riproduce il sistema di traffico e imbarco dei siluri A-184 sui sommergibili classe "Sauro".

### Simulatore di falla e fumo
Il simulatore di falla e fumo garantisce l'addestramento del personale delle squadre d'emergenza, che imparano il comportamento da tenere in caso di falla o di fumo nel battello.

### Simulatore della garitta di fuoriuscita
Il simulatore della garitta di fuoriuscita viene usato per l'addestramento alla fuoriuscita individuale da un sommergibile danneggiato. Gli allievi apprendono a risalire in superficie dopo aver provveduto in maniera autonoma a indossare gli specifici materiali previsti. Per i sommergibili del tipo U 212A viene usato il simulatore Rush Escape.